# Strada nazionale 11 (Marocco)
La strada nazionale 11 (N 11) in Marocco è una strada che collega Casablanca a Béni Mellal.